# Mrest
Mrest je tvorba iz žabjih jajc obdana s sluzjo. Predstavlja prvo razvojno fazo do odrasle žabe. Sluz varuje jajca pred poškodbami, pred ribami in drugimi živalmi, ki mresta zaradi spolzkosti sluzi ne morejo zgrabiti. Mrest navadno opazimo kot kupček pene ob mirnem delu vode, kjer se sčasoma pojavijo tudi male pikice, ki kažejo na naslednjo razvojno stopnjo žabe, to so paglavci.